# 饼干

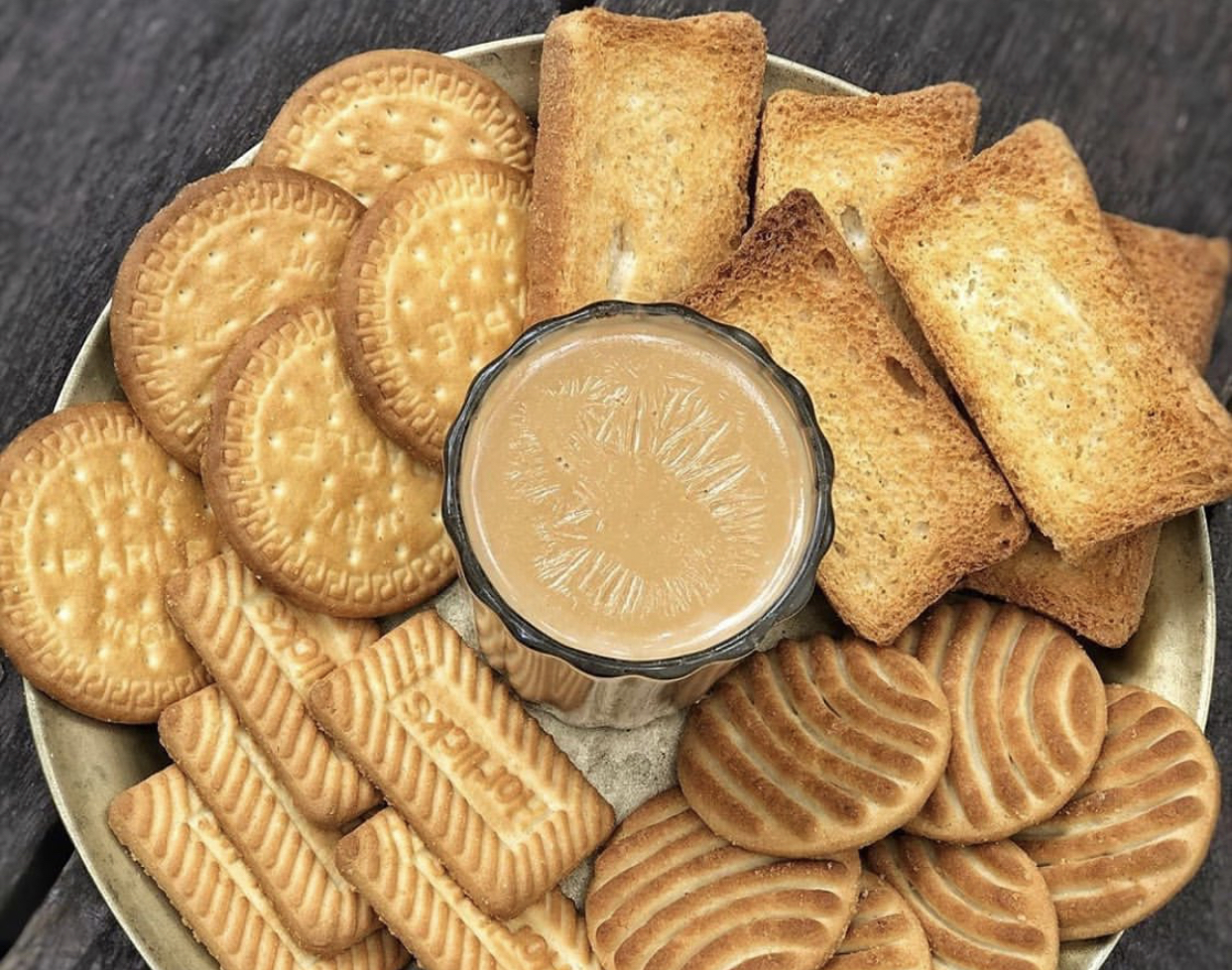
一盤餅乾

餅乾是一种麵粉製烘焙食品之称。饼干形状各异，并可夹心或在表面装饰。另外，一些不包含麵粉的烘焙食品如蛋白杏仁餅、馬卡龍也被称为饼干。

## 饼干分类

### 硬质饼干
含脂肪（油）少，含水很少。口感硬，一般质地薄脆的英语称snap。如姜面包和比较厚的意大利脆饼。其中军用饼干十分饱腹。

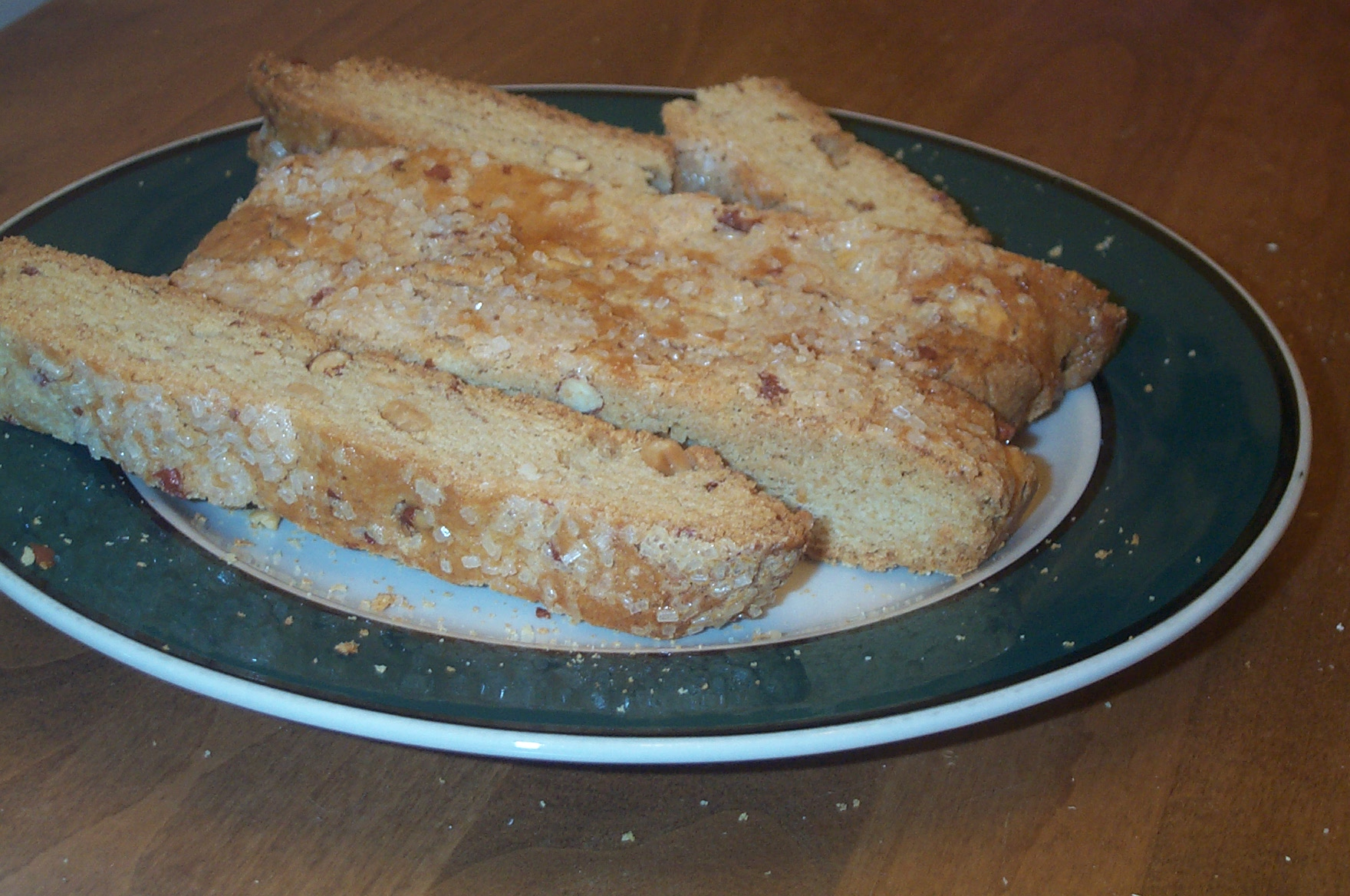
意大利脆饼（biscotti）
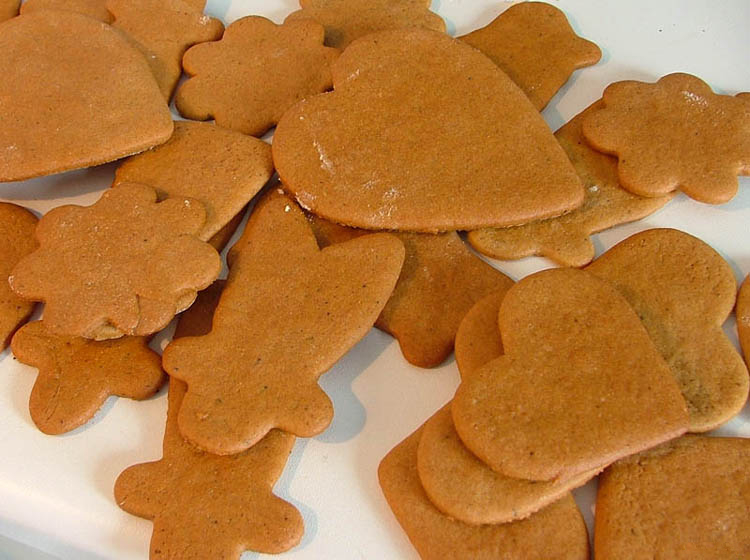
薑餅
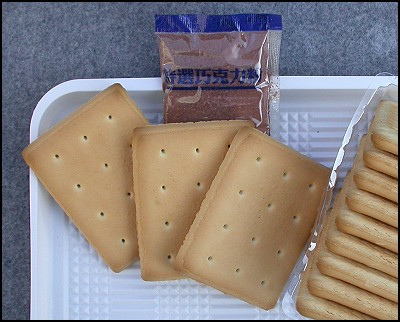
軍用壓縮餅乾

### 比司吉
美式英语所称的biscuit，是一種使用小蘇打粉或是泡打粉為膨發劑所烘焙成的小麵包，做法與口感類似英國的司康餅。

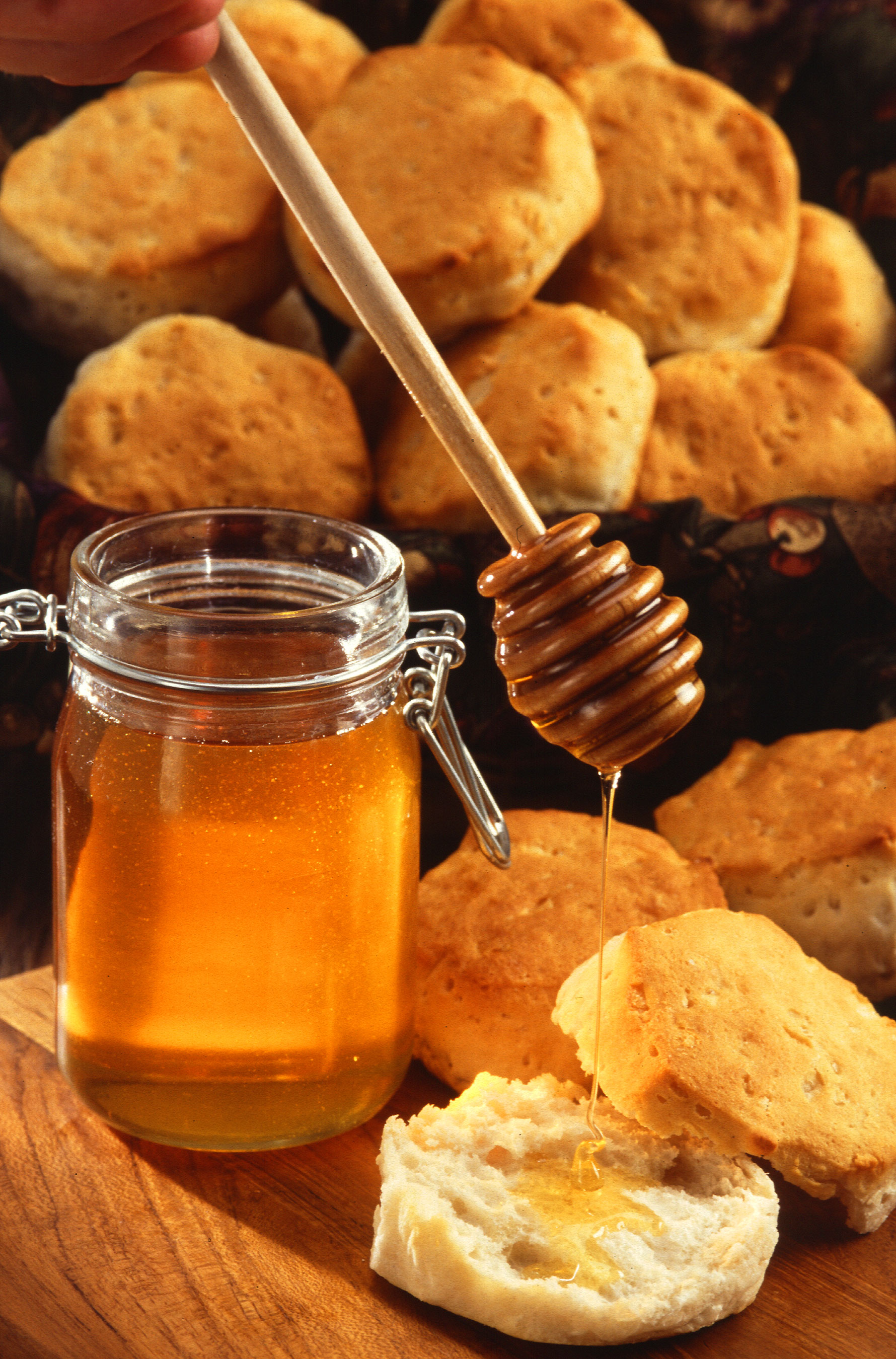
比司吉(biscuit)
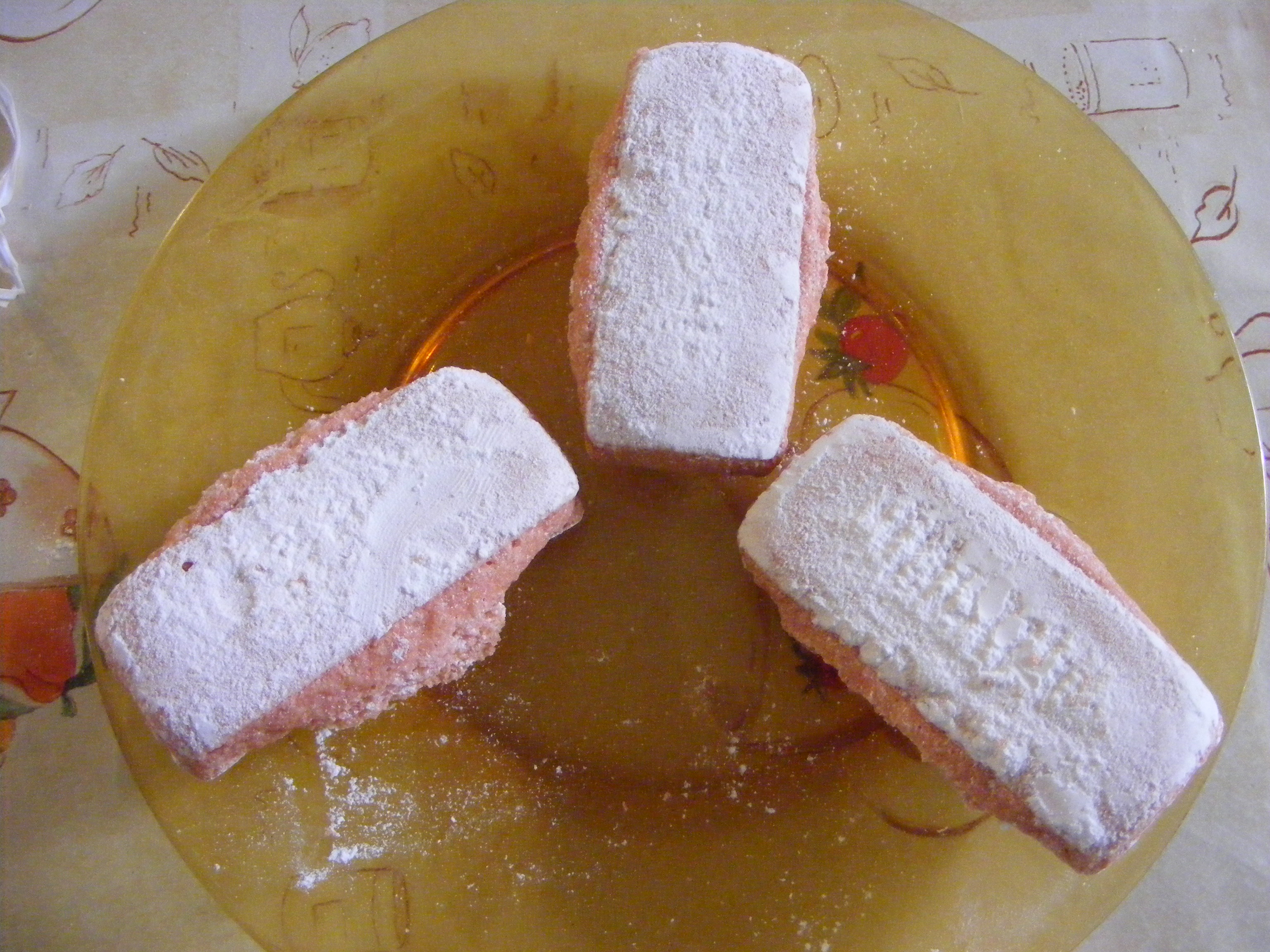
兰斯玫瑰饼干

### 脆饼干
英语称cracker。由水、面粉和少量脂肪构成。结构多层并含有空气，口感松脆。如苏打饼干和犹太人的無酵餅。罗马天主教聖餐禮中使用的特制小圆薄饼属于此类。

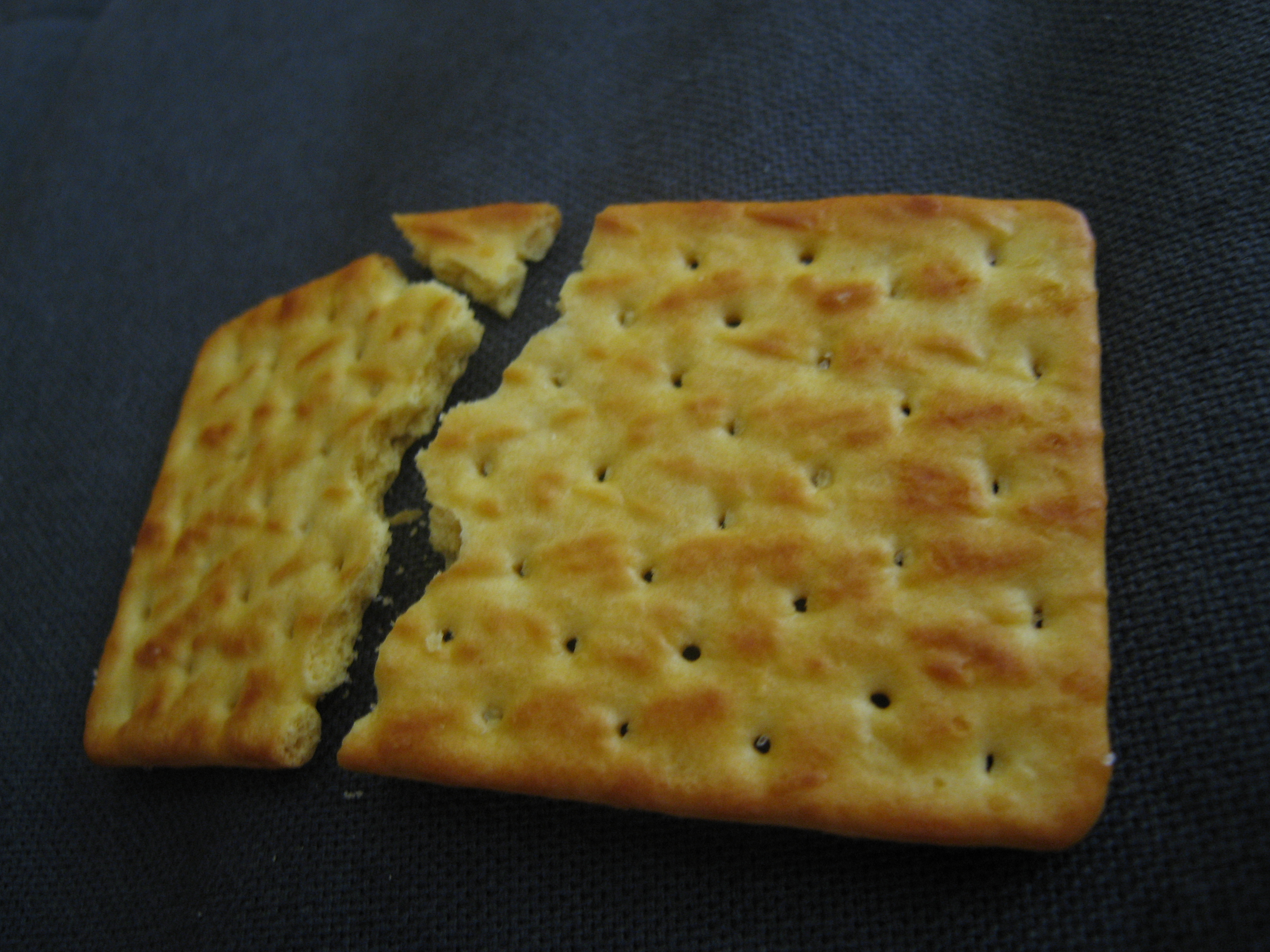
脆餅乾
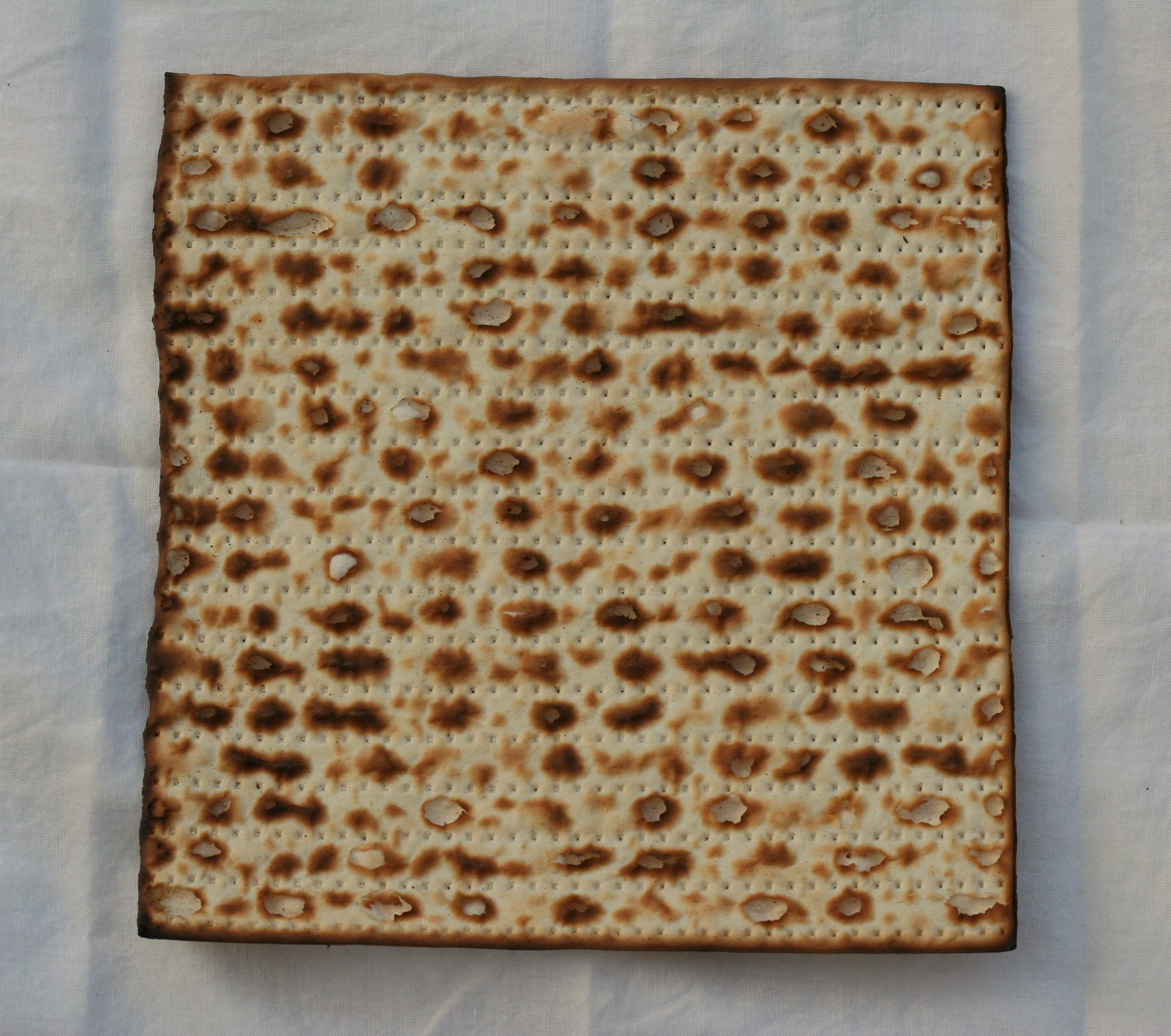
無酵餅是逾越節的传统食品

### 曲奇
又称甜饼、小西饼，美式英文称为cookie。含有大量的脂肪和糖，经常使用鸡蛋。

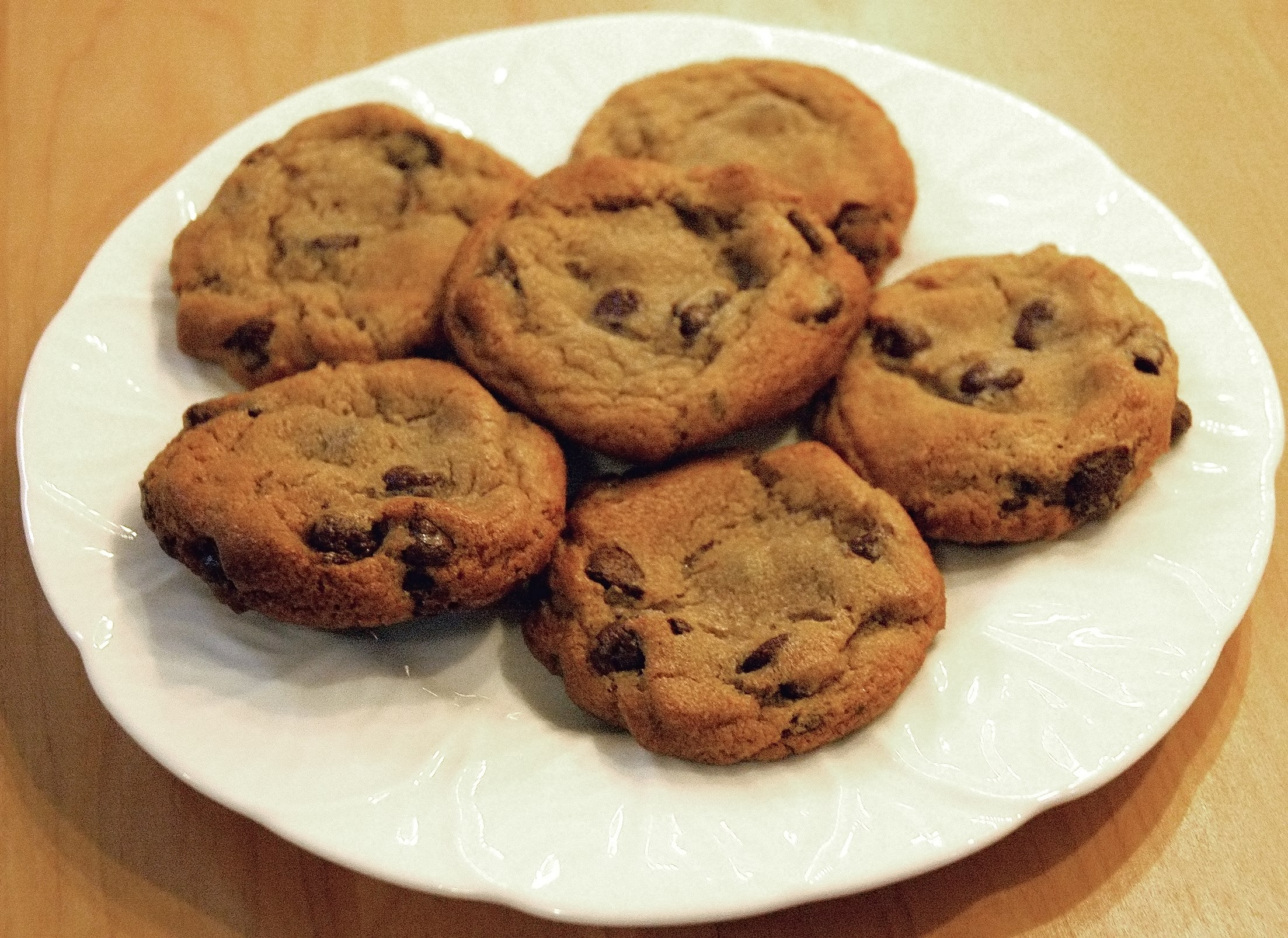
巧克力曲奇（chocolate chip cookies）

### 华夫饼
又称煎饼、格子餅。英文称waffle，漢語稱為华夫餅。系注入特制的模子制成，比较干燥，疏松多孔。卷成锥筒状的华夫饼传统上用来盛冰淇淋。

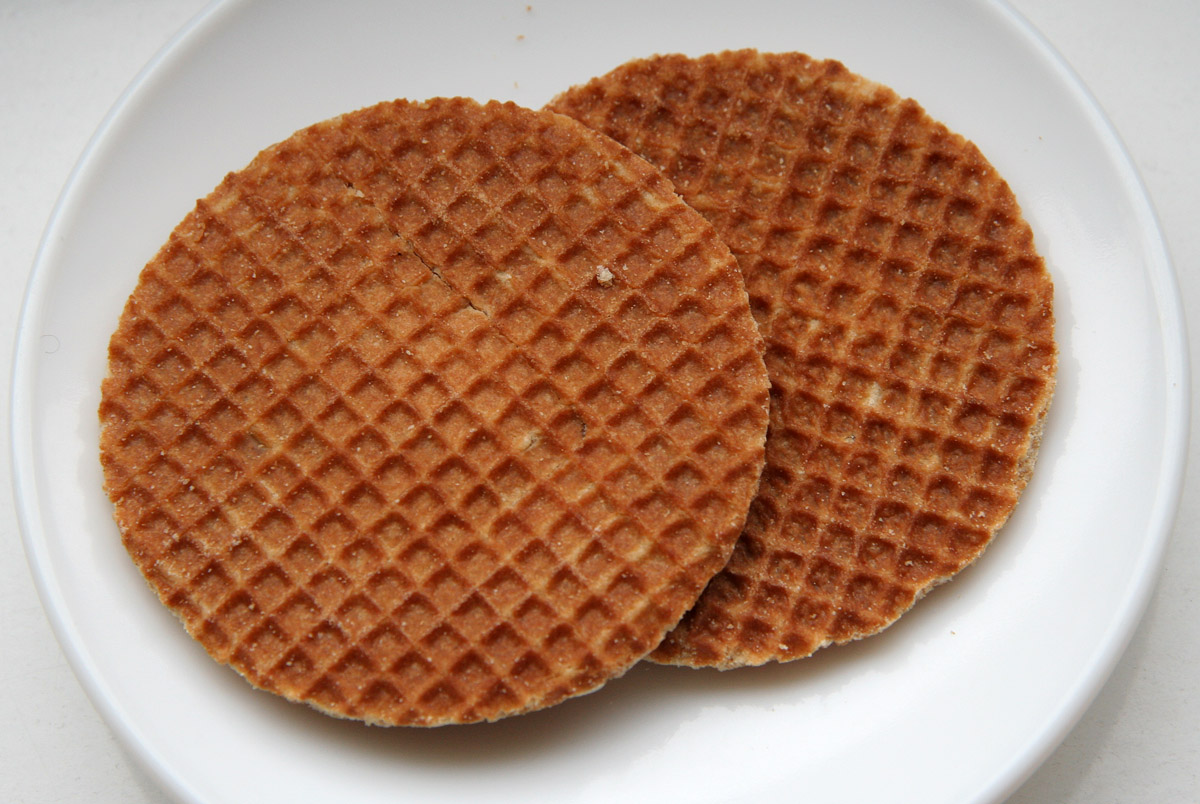
华夫饼

### 鬆饼
用特制的puff pastry面团制成，为高筋面粉製的面团，包入起酥油类（例如黃油）后多次折叠。制作出来的饼干受热后膨胀，各层分离开来，特别松脆。

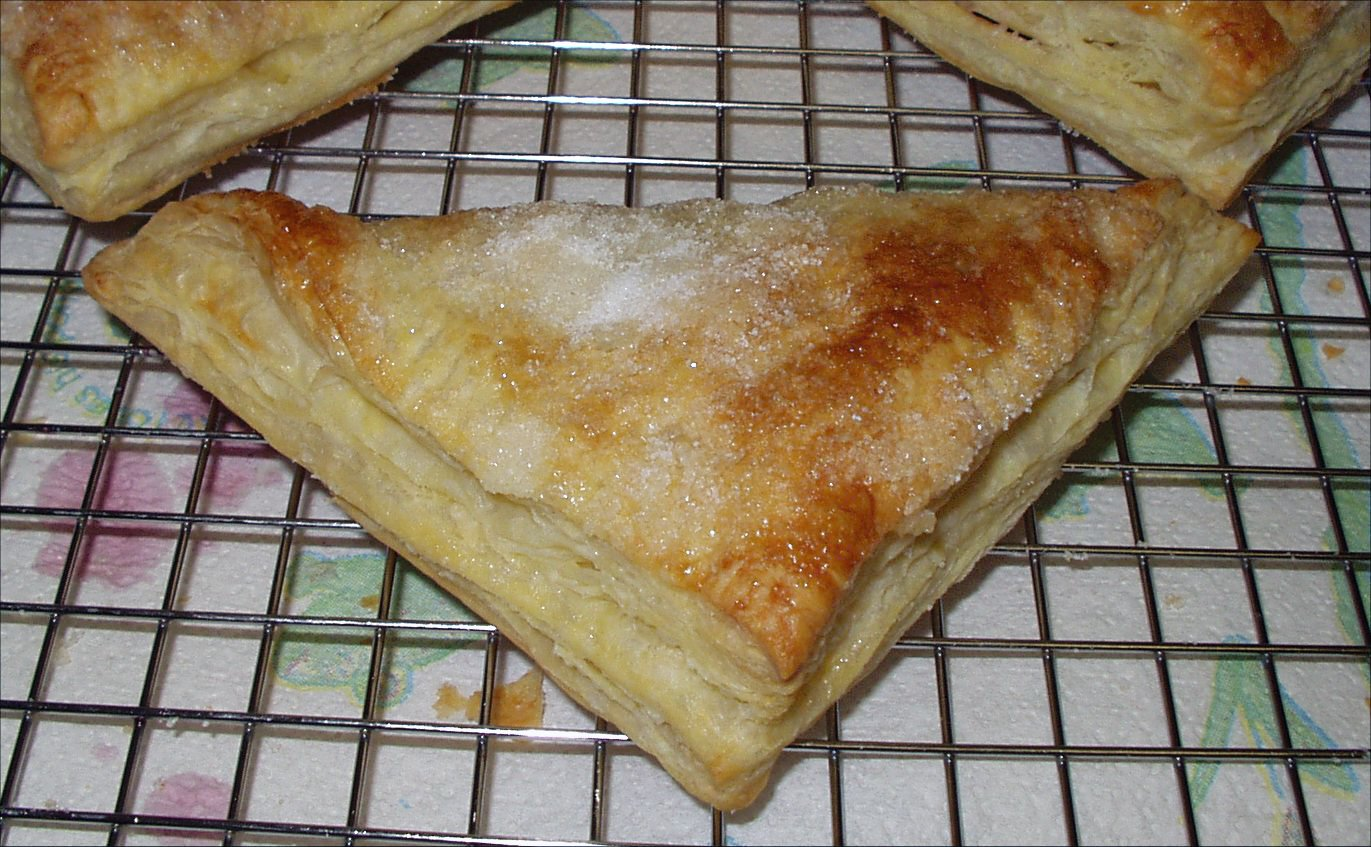
带馅的三角鬆餅（Turnover）

### 柔韧类饼干
成品含水和糖很多，口感柔韧。例如巧克力布朗尼。

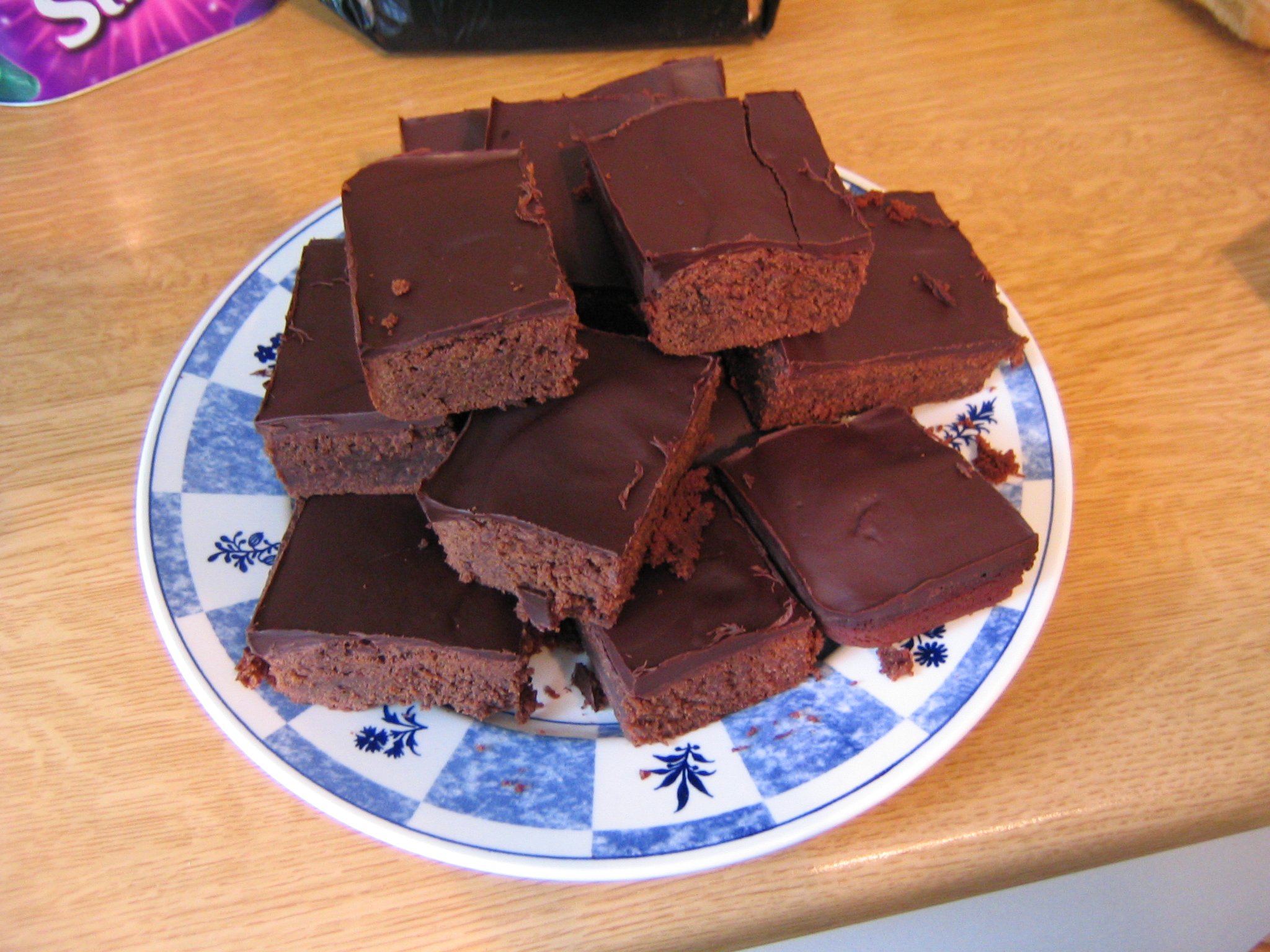
巧克力布朗尼(brownies)